# Thionia ovata
Thionia ovata är en insektsart som beskrevs av Melichar 1906. Thionia ovata ingår i släktet Thionia och familjen sköldstritar. Inga underarter finns listade i Catalogue of Life.